# Manon Lammens
Manon Lammens (19 februari 1991) is een Belgisch zwemster gespecialiseerd in het openwaterzwemmen.

## Zwemcarrière
In 2009 nam Lammens deel aan de Europese kampioenschappen voor de jeugd. Ze eindigde er 8ste op de 5km. Dankzij die prestatie plaatste ze zich voor de wereldkampioenschappen in Rome. Daar eindigde ze 12de op de 10km. 
In 2010 gaf Lammens op op de wereldkampioenschappen nadat ze haar pinnemuts verloor op de 10km. Op de Europese kampioenschappen later dat jaar werd ze 23ste op de 10km en 15de op de 25 km.

## Belangrijkste resultaten
| Jaar | Olympische Spelen | WK langebaan | WK kortebaan | EK langebaan      | EK kortebaan  |
| ---- | ----------------- | ------------ | ------------ | ----------------- | ------------- |
| 2009 |                   | 12de 10km    |              |                   | geen deelname |
| 2010 |                   | opgave 10km  |              | 23e 10km 15e 25km |               |